# Cerno
Cerno (en cyrillique : Церно) est un village de Bosnie-Herzégovine. Il est situé dans la municipalité de Ljubuški, dans le canton de l'Herzégovine de l'Ouest et dans la fédération de Bosnie-et-Herzégovine. Selon les premiers résultats du recensement bosnien de 2013, il compte 393 habitants.

## Démographie

### Évolution historique de la population
| 1948 | 1953 | 1961 | 1971 | 1981 | 1991 | 2013 |
| ---- | ---- | ---- | ---- | ---- | ---- | ---- |
| 522  | 627  | 448  | 428  | 404  | 403  | 393  |

|  |

### Communauté locale
En 1991, la communauté locale de Cerno comptait 1 052 habitants, répartis de la manière suivante :